# راية الشغيلة
راية الشغيلة هي منظمة شيوعية في العراق، سُميت على اسم منشورها الذي يحمل نفس الاسم. تأسست راية الشغيلة في عام 1953 على يد مجموعة طُردت من الحزب الشيوعي العراقي. كان المتحدث الرئيسي باسمها جمال الحيدري. كانت راية الشغيلة أكبر مجموعة منشقة شيوعية في العراق في ذلك الوقت.

## الانشقاق في الحزب الشيوعي العراقي
في عام 1952 تبنى الحزب الشيوعي العراقي برنامجًا جديدًا للحزب، كان أكثر تشددًا في دعوته للعمل مقارنة بالبرنامج المستخدم خلال قيادة فهد. دعا البرنامج الجديد إلى تأميم صناعة النفط، والقضاء على المصالح البريطانية، وتشكيل جبهة شعبية موحدة تحت القيادة الشيوعية. تكون جوهر راية الشغيلة من الحيدري، عزيز محمد، عبد السلام النصيري وزكي خيري [خطأ: تحقق من وسيط ورمز اللغة]، الذين انتقدوا مواقف البرنامج الجديد أثناء وجودهم في السجن وتم طردهم لاحقًا من الحزب بقرار من القائد الحزبي باسم. كما طُرد عدد من أعضاء الحزب الشيوعي الذين اعتُبروا داعمين للمنشقين، ومن بينهم عبد الرزاق الصافي. في فبراير 1953، دان الجهاز الرئيسي للحزب الشيوعي، القاعدة، المنشقين بوصفهم "انتهازيين ومخربين". كما كشفت القاعدة أسماء المنشقين للجمهور، مما عرض هوياتهم للشرطة. ردًا على ذلك، أطلق المنشقون منشورهم الذي يحمل الاسم نفسه. استمر الحزب الشيوعي العراقي في مهاجمة مجموعة راية الشغيلة طوال عامي 1953-1954، وظلت أسماء أعضاء راية الشغيلة تُنشر في القاعدة. ورفضًا للمنشقين، وصفت القاعدة المجموعة بأنها "ملكيون، منحرفون ومدمرون" ومتعاونون مع الشرطة الأمنية.

## الملف الدولي
على الصعيد الدولي، أعلنت المجموعة ولاءها لـالاتحاد السوفيتي. سعت المجموعة إلى الاعتراف بها من قبل الحركة الشيوعية العالمية كممثل شرعي للحركة الشيوعية العراقية، متحدية بذلك الموقف الدولي للحزب الشيوعي العراقي. أرسلت راية الشغيلة وفدها الخاص إلى المهرجان العالمي الخامس للشباب والطلاب الذي عُقد في وارسو، بولندا، في عام 1955. إلا أن الحزب الشيوعي السوفيتي لم يعترف بالمجموعة واستمر في تصنيفها كمجموعة منشقة.

## الاندماج مع الحزب الشيوعي العراقي
في منتصف عام 1955، أصبح سلام عديل الأمين العام الجديد للحزب الشيوعي العراقي. سار بسرعة في خطوات نحو الوحدة مع مختلف المجموعات المنشقّة. في 22 يوليو 1955، قدم عديل اقتراحًا لراية الشغيلة للاندماج في الحزب الشيوعي، وتضمن الاقتراح أربع نقاط. ردّت راية الشغيلة بأنها إيجابية من حيث المبدأ، لكنها واصلت نشر هجمات سياسية على القاعدة.
في مارس 1956، أصدر الحزب الشيوعي العراقي نداءً عامًا لجميع المجموعات المنشقّة للعودة إلى الحزب. وذكر النداء بشكل خاص راية الشغيلة، مشيرًا إلى أن الأسباب التي دعتهم للانفصال أصبحت غير ذات صلة بعد المؤتمر العشرون للحزب الشيوعي السوفيتي. في أبريل 1956، اندمجت فصيل آخر، وحدة شيوعيي العراق، مع الحزب الشيوعي. أدى هذا الاندماج إلى تسريع محادثات الاندماج بين الحزب الشيوعي وراية الشغيلة. تم الاندماج أخيرًا في يونيو 1956، بعد سلسلة من المفاوضات التي سهّلها القائد الشيوعي السوري خالد بكداش. نُشر آخر عدد من راية الشغيلة في منتصف يونيو 1956، حيث عبرت المجموعة عن نقد ذاتي بسبب تصرفها بشكل مُفرّق داخل الحركة الشيوعية. كما أعرب الحزب الشيوعي بدوره عن أسفه لأفعاله خلال الانقسام، مدعيًا أن عمليات الطرد في 1952 كانت "طفولية وبيروقراطية".